# Jengrästjärnen (Norsjö socken, Västerbotten)
Jengrästjärnen är en sjö i Norsjö kommun i Västerbotten och ingår i Umeälvens huvudavrinningsområde.